# TeenAngels 2
TeenAngels 2 è il secondo album in studio del gruppo musicale argentino TeenAngels, pubblicato il 15 aprile 2008.
L'album è stato in gran parte prodotto da Cris Morena, creatrice della telenovela. Ci sono anche delle partecipazioni speciali da parte di Emilia Attias, Nicolás Vázquez e Pablo Martínez. Ha ottenuto due dischi di platino.
Cris Morena si è espressa anche sul secondo disco:
(Cris Morena)

## Tracce
1. TeenAngels – A decir que sí – 2:40 (Cris Morena, Fernando López Rossi e Pablo Durand)
2. TeenAngels – A ver si pueden – 3:35 (Cris Morena, Silvio Furmanski, e Gustavo Novello)
3. Lali Espósito – Hay un lugar – 3:18 (Cris Morena, Fernando López Rossi e Pablo Durand)
4. TeenAngels – Un paso – 3:12 (Cris Morena, Fernando López Rossi e Pablo Durand)
5. Emilia Attias e Nicolás Vázquez – Señas tuyas – 3:36 (Cris Morena, Fernando López Rossi e Pablo Durand)
6. Peter Lanzani – Nena – 3:53 (Cris Morena, Fernando López Rossi e Pablo Durand)
7. Lali Espósito e China Suárez – Puedo ser – 4:09 (Cris Morena, Fernando López Rossi e Pablo Durand)
8. Emilia Attias e Nicolás Vázquez – Río de besos – 2:55 (Cris Morena, Fernando López Rossi e Pablo Durand)
9. Gastón Dalmau – El espejo – 4:13 (Cris Morena, Fernando López Rossi e Pablo Durand)
10. TeenAngels – No más goodbye – 3:02 (Cris Morena, Fernando López Rossi e Pablo Durand)
11. Pablo Martínez – De cabeza – 3:45 (Cris Morena, Fernando López Rossi e Pablo Durand)
12. Nicolás Vázquez – Alguien – 3:19 (Cris Morena, Fernando López Rossi e Pablo Durand)
13. TeenAngels – Estoy listo – 3:15 (Cris Morena, Fernando López Rossi e Pablo Durand)

## Formazione
Gruppo
- Peter Lanzani – voce
- Lali Espósito – voce
- China Suárez – voce
- Gastón Dalmau – voce
- Nicolás Riera – voce

Con la partecipazione di
- Emilia Attias – voce
- Nicolás Vázquez – voce
- Pablo Martínez – voce